# Cerkiew Kazańskiej Ikony Matki Bożej w Niżnym Nowogrodzie
Cerkiew Kazańskiej Ikony Matki Bożej – prawosławna cerkiew w Niżnym Nowogrodzie.

## Historia
Cerkiew powstała w 1801 na miejscu starszej, drewnianej świątyni pod tym samym wezwaniem. Jej fundatorem był Wasilij Nabiereżnyj i jego żona Maria. W obiekcie znalazły się dwa ołtarze – główny pod wezwaniem Kazańskiej Ikony Matki Bożej oraz boczny św. Bazylego Wielkiego. Cerkiew była czynna do 1928, kiedy została zamknięta na mocy decyzji sielsowietu. Na nowo stała się siedzibą parafii w 1997.

## Architektura
Budynek reprezentuje formę typową dla architektury cerkiewnej Niżnego Nowogrodu i okolic: posiada jedną nawę oraz wysunięty przedsionek, ponad którym wznosi się dzwonnica zwieńczona cebulastą kopułą z krzyżem. Nawę przykrywa nie jak w większości tego typu budynków pięć niewielkich kopuł, ale jeden szerszy bęben z sygnaturką, na której osadzona jest cebulasta, niebieska kopuła. W narożnikach wielobocznego bębna znajdują się pilastry.